# Distrikt Lucanas
Der Distrikt Lucanas liegt in der Provinz Lucanas in der Region Ayacucho in Südzentral-Peru. Der Distrikt entstand in den Gründungsjahren der Republik Peru. Er besitzt eine Fläche von 1212 km². Beim Zensus 2017 wurden 2897 Einwohner gezählt. Im Jahr 1993 lag die Einwohnerzahl bei 2815, im Jahr 2007 bei 3777. Sitz der Distriktverwaltung ist die 3375 m hoch gelegene Ortschaft Lucanas mit 1352 Einwohnern (Stand 2017). Lucanas liegt 14 km westnordwestlich der Provinzhauptstadt Puquio.

## Geographische Lage
Der Distrikt Lucanas liegt im Andenhochland nordzentral in der Provinz Lucanas. Die kontinentale Wasserscheide verläuft durch den Nordwesten des Distrikts. Der Bereich nördlich davon wird über die Flüsse Río Sondondo und Río Urubamba entwässert. Der Großteil des Distrikts wird über den Río Acarí nach Süden Richtung Pazifischer Ozean entwässert.
Der Distrikt Lucanas grenzt im Süden an den Distrikt San Cristóbal, im äußersten Südwesten an den Distrikt Santa Lucía, im Westen an die Distrikte Leoncio Prado, Otoca und San Pedro de Palco, im Norden an den Distrikt Aucara sowie im Osten an die Distrikte Cabana, Carmen Salcedo, Puquio und San Juan.

## Ortschaften
Im Distrikt gibt es neben dem Hauptort folgende größere Ortschaften:
- Ccontacc
- Santiago de Vado